# 무영제
무영제(武嬰齊, ? ~ 기원전 132년)는 전한 중기의 인물로, 개국공신 무유의 손자이다.

## 생애
원광 원년(기원전 134), 아버지 무최의 뒤를 이어 양추후(梁鄒侯)에 봉해졌다.
2년 후 죽으니, 시호를 경(敬)이라 하였고 작위는 아들 무산부가 이었다.

## 출전
- 사마천, 《사기》 권18 고조공신후자연표(高祖功臣侯者年表)

| 전임 아버지 무최 | 전한의 양추후 기원전 134년 ~ 기원전 132년 | 후임 아들 무산부 |